# Simplicia extinctalis
Simplicia extinctalis är en fjärilsart som beskrevs av Philipp Christoph Zeller 1852. Simplicia extinctalis ingår i släktet Simplicia och familjen nattflyn. Inga underarter finns listade i Catalogue of Life.